# Hilmar Beine
Hilmar Beine (* 1950; † 15. Dezember 2013) war ein deutscher Fachjournalist.
Beine studierte Nachrichtentechnik/-elektronik. 1983 wurde er als Fachjournalist für den Hüthig Verlag in Heidelberg tätig. 1988 wurde er Chefredakteur der Fachzeitschrift productronic. Zudem war er von 1993 bis 1996 Chefredakteur der Fachzeitschrift elektronik industrie.